# Rosassa
La rosassa, rosetó, rosó, rosa o O és un element ornamental, majoritàriament, a les catedrals durant el període gòtic. Dins de l'eix conductor d'aquest període artístic, la rosassa transmet, mitjançant la llum i el color, el contacte amb l'espiritualitat i l'ascensió al sagrat.

## Característiques

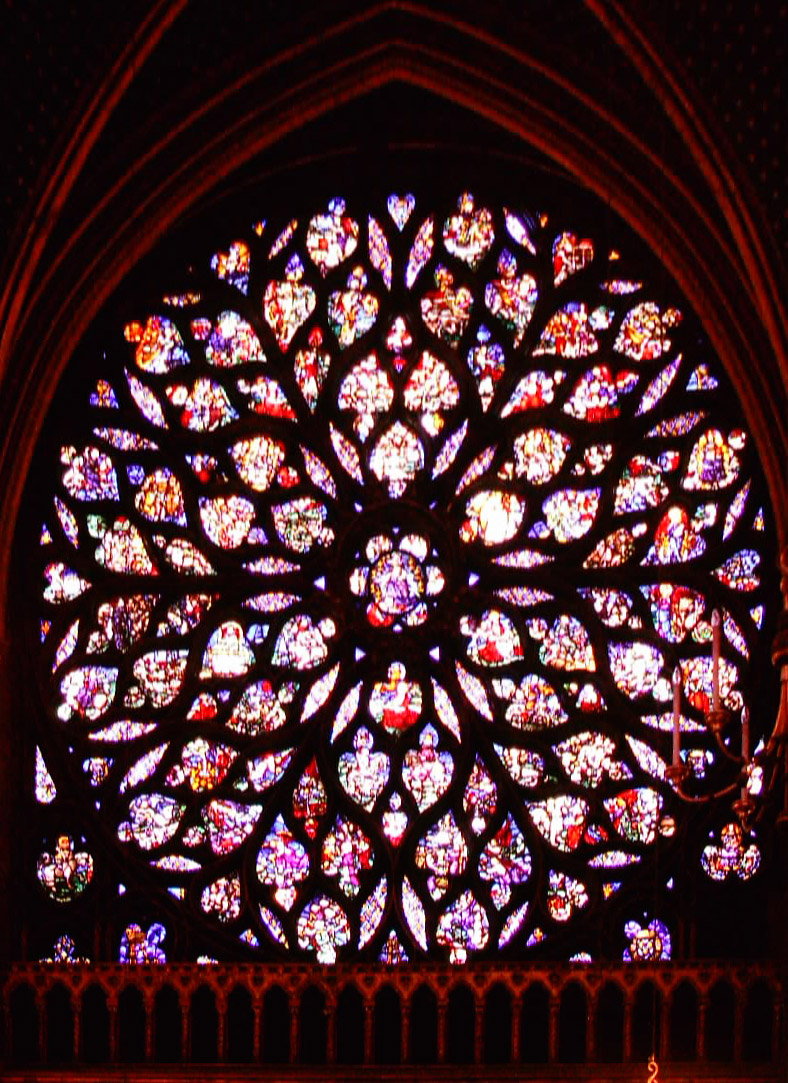
Rosassa de Sainte-Chapelle a París

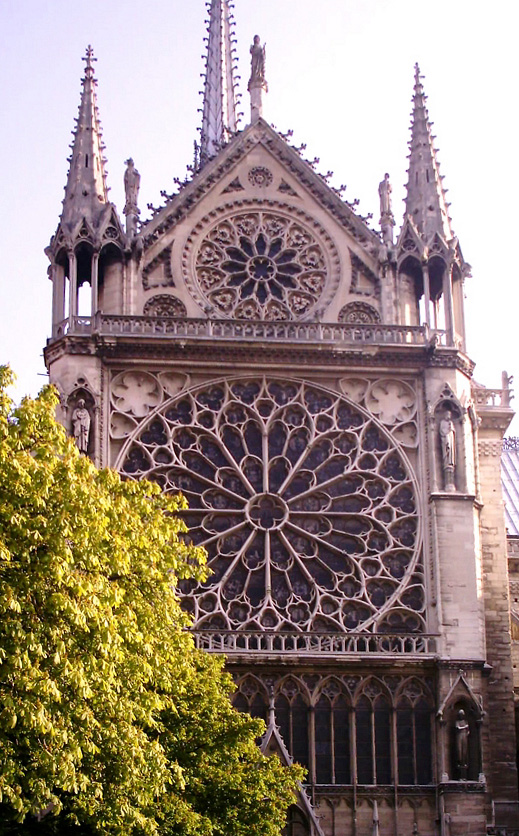
Rosassa de façana del transsepte a la catedral de Notre-Dame de París

Es tracta d'una obertura circular a un sostre o paret amb un disseny geomètric de tires de pedra (traceria), entre les quals s'omple amb vidres de colors, vitrall. Les colors són vives, accentuen el realisme de les imatges per mitjà de la combinació de tons variats d'un mateix color.
- Localització a la catedral

La rosassa es presenta sobre el portal de la façana principal a l'oest o en el transsepte, almenys en un dels dos extrems.
- Temes de representació

La decoració està feta en sentit radial, representant estilitzadament els pètals d'una rosa (d'aquí el seu nom), i relata la història bíblica d'una figura que apareix al centre de la composició. Els temes més retratats acostumen a ser la Mare de Déu amb el nen, l'últim sopar de Crist amb els apòstols i altres històries bíbliques. Rarament trobarem símbols zodiacals o estacions de l'any, ni referències a heràldica medieval.
- Metamorfosi formal

La rosassa té el seu origen en l'òcul romà, que es transformà en finestra durant el període romànic. A mitjan segle xii, el desenvolupament del gòtic i les seves innovacions tècniques, distribuint i enviant el pes cap a les voltes i cap als contraforts, fan possible "obrir" grans panys de paret per a l'entrada de llum i la rosassa acaba per augmentar considerablement les dimensions. A mitjan segle xiii, fins i tot, poden arribar a l'amplada total de la nau.

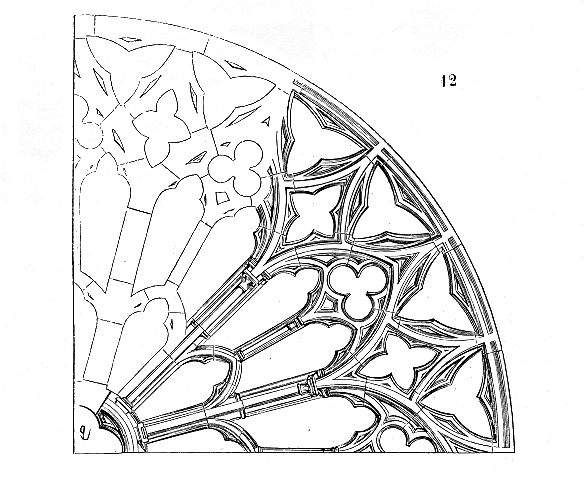
Detall de rosassa del, il·lustració de Viollet-le-Duc, 1856

En les primeres mostres, apareix emmarcada sota un arc circular, com tenim a les rosasses de la catedral de Mantes, de la catedral de Notre-Dame de París, o de la catedral de Chartres i, més tard, sota un arc trencat, com s'observa a la catedral de Reims. De seguida, passa a estar inscrita dins un quadrat, com és el cas de l'extrem sud del transsepte de la catedral de Notre-Dame de París, i una última transformació remet a una rosassa com a centre d'una composició de finestres, cobrint la totalitat de la façana del transsepte, com es pot constatar a la catedral de Rouen. En el gòtic flamíger (gòtic tardà), les subdivisions de pedra de rosassa passen a tenir un disseny reticular de corbes extremament intricat (traceria).

## Galeria

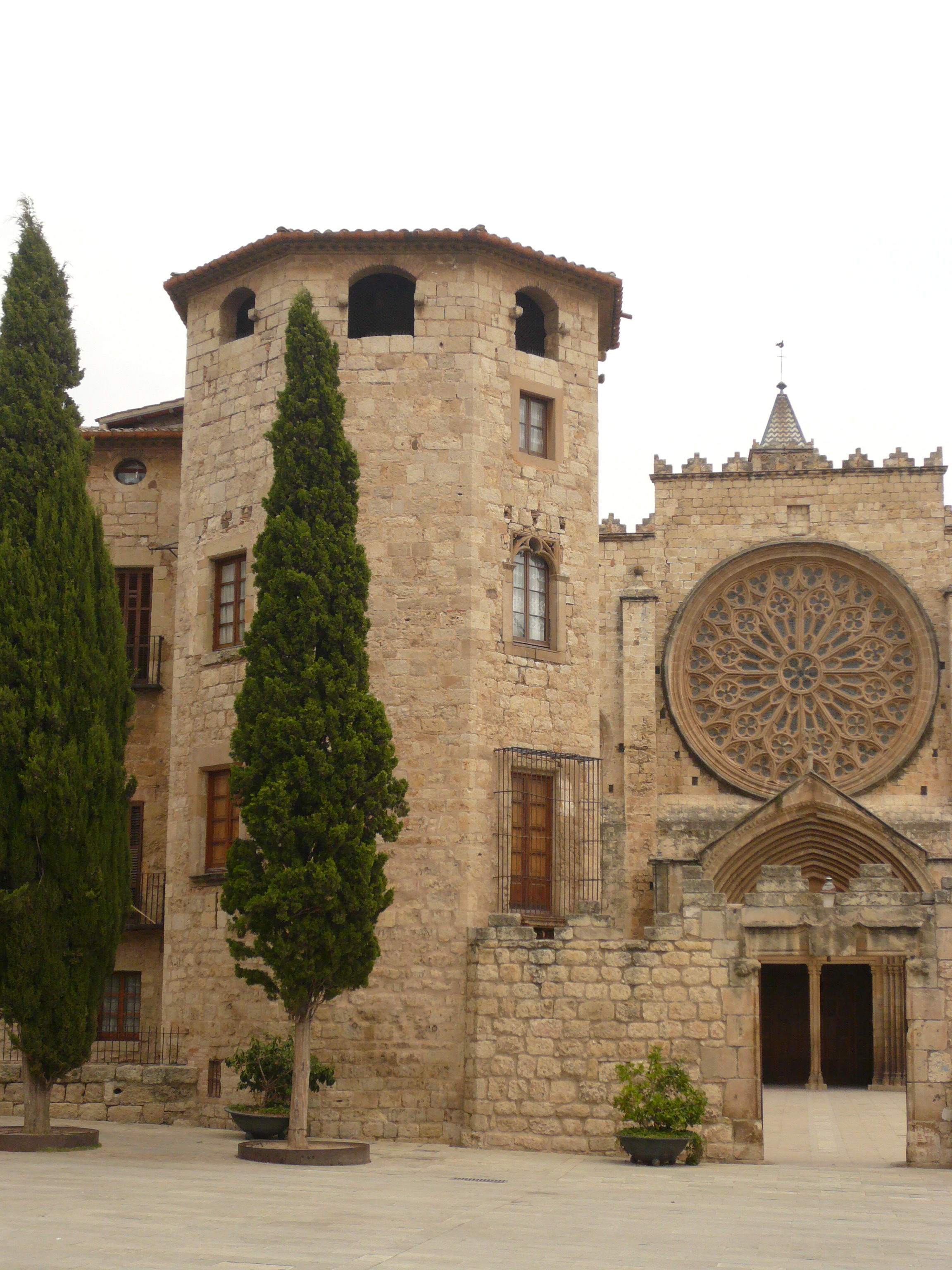
Rosassa de la façana de l'església monestir de Sant Cugat
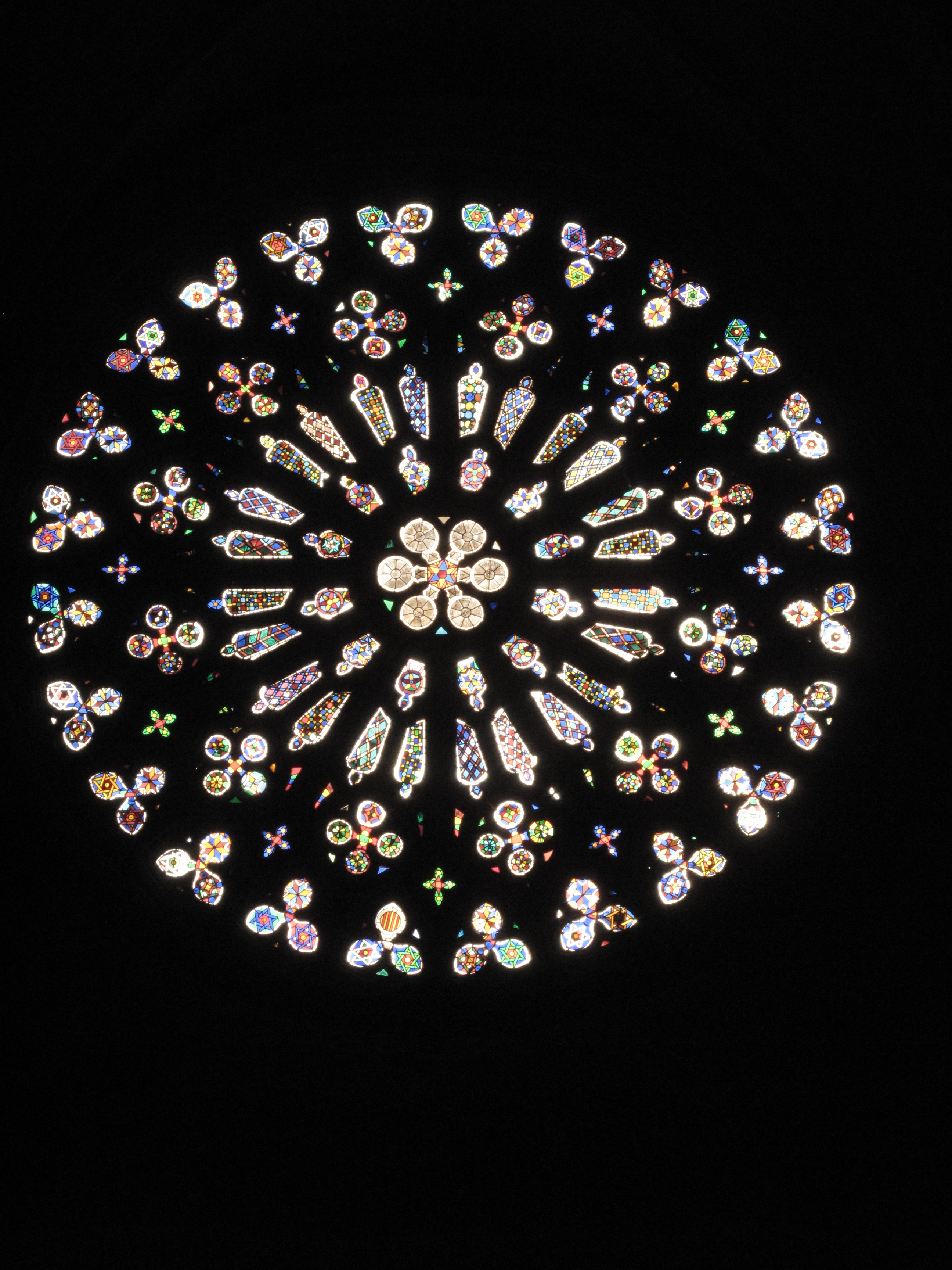
Rosassa des de l'interior